# Congregazione delle suore di San Giuseppe
La Congregazione delle Suore di San Giuseppe (in inglese Congregation of the Sisters of St. Joseph) sono un istituto religioso femminile di diritto pontificio.

## Storia
L'istituto nacque nel 2007 dalla fusione di sette congregazioni statunitensi di suore di San Giuseppe del padre gesuita Jean-Pierre Médaille: quelle di Cincinnati, di Cleveland, di La Grange Park, di Nazareth, di Tipton, di Wheeling e di Wichita.
- La congregazione di Cincinnati sorse il 30 novembre 1977 dalla separazione delle tre province statunitensi (New Orleans, Cincinnati, Crookston) dalla congregazione francese di Bourg-en-Bresse.[3]
- La congregazione di Cleveland ebbe origine dalla scuola di Painesville, aperta nel 1871 dalle suore di San Giuseppe: quando il vescovo di Erie ordinò alle religiose di rientrare in diocesi, madre St. George Bradley (della congregazione di Carondelet) e due compagne avviarono un nuovo istituto, approvato da Richard Gilmour, vescovo di Cleveland, nel febbraio del 1873.[4]
- La congregazione di La Grange Park, in arcidiocesi di Chicago, fu fondata il 2 ottobre 1899 da madre Stanislaus Leary insieme con alcune compagne provenienti dalla congregazione delle Suore di San Giuseppe di Concordia.[5]
- La congregazione di Nazareth fu fondata a Kalamazoo il 6 luglio 1889 da alcune suore della congregazione di Watertown chiamate dal parroco Frank O'Brien. Ricevette il pontificio decreto di lode il 24 luglio 1928.[6]
- La congregazione di Tipton fu fondata nel 1888 da Gertrude Moffitt, della congregazione di Cleveland, insieme con due suore di San Giuseppe di Watertown: le religiose furono chiamate da Joseph Dwenger, vescovo di Fort Wayne, che desiderava avere suore per le scuole parrocchiali della sua diocesi.[7]
- La congregazione di Wheeling ebbe origine dalla comunità fondata nel 1853 dalle suore di Carondelet su richiesta del primo vescovo del luogo, Richard Vincent Whelan, che desiderava avere religiose per l'ospedale e l'orfanotrofio che intendeva istituire in città. La comunità di Wheeling si rese autonoma da Carondelet nel 1859 e fu approvata nel 1860.[8]
- La congregazione di Wichita deriva dalla comunità stabilita nel 1888 ad Abilene da alcune suore di San Giuseppe di Concordia su richiesta del vescovo benedettino di Leavenworth, Louis Mary Fink. La casa madre fu presto trasferita a Parsons, che venne presto a ritrovarsi nei confini della nuova diocesi di Wichita. Le suore di San Giuseppe di Wichita ottennero il pontificio decreto di lode il 5 maggio 1954.[9]

## Attività e diffusione
Le suore si dedicano a ogni forma di apostolato, in particolare all'istruzione e all'educazione della gioventù, all'assistenza a malati e anziani e alle opere pastorali.
Oltre che negli Stati Uniti d'America, la congregazione è presente in Giappone; la sede generalizia è a Cleveland.
Alla fine del 2006 la congregazione contava 863 religiose in 207 case.